# 528
528 foi um ano bissexto do século VI que teve início a um sábado e terminou a um domingo, com as letras dominicais B e A, no Calendário Juliano.
| Ano completo                      |
| --------------------------------- |
| Ano bissexto com início ao sábado |

## Eventos
- Começado em 528 ou 529 e terminado em 535, é compilado o Código Justiniano ou Corpus juris civilis (Corpo de direito civil). Foi mandado publicar por ordem do imperador bizantino Justiniano I.